# Lukáš Skovajsa
Lukáš Skovajsa (Trenčín, 27 marzo 1994) è un calciatore slovacco, difensore dell'AS Trenčín.

## Carriera

### Club
Ha sempre giocato nel campionato slovacco.

### Nazionale
Ha esordito con la Nazionale under-21 nel 2015, venendo convocato per gli europei di categoria del 2017.

## Palmarès

### Club

#### Competizioni nazionali
- Campionato slovacco: 2

AS Trenčín: 2014-2015, 2015-2016
- Coppa di Slovacchia: 2

AS Trenčín: 2014-2015, 2015-2016